# Busscar de Colombia
Busscar de Colombia es una empresa carrocera de autobuses colombiana, cuya sede principal de operaciones está en la ciudad de Pereira, en Risaralda, y que era filial de la matriz que tenía sede en la ciudad de Joinville, Estado de Santa Catarina, Brasil.

## Historia

### Inicios
En el mercado brasileño, la firma Busscar Onibus dejó de existir, luego que se declarase en bancarrota el 27 de septiembre de 2012, en entonces nace Busscar en Colombia, que se ha mostrado como una empresa sólida, estando actualmente en su mejor momento productivo, y ha continuado con el desarrollo de la última en la fabricación de autobuses y autocares, tanto para el mercado colombiano como para los de exportación, viéndose ya sus productos en países centroamericanos. 
En Colombia, la firma casi desaparece víctima de dos accidentes en los que sucesivos incendios consumen hasta el 40% de sus instalaciones, tras lo que decide refundarse y reinventarse, al rediseñar su gama de articulados en operación y aumentar su plantilla de empleados, con miras de reconstruirse rápidamente, lo cual sucedió.
Actualmente, es una de las principales carroceras de Latinoamérica, y ha exportado sus productos a México, Chile, Panamá, Perú, Bolivia, Ecuador y Surinam, consolidándose fuertemente en el mercado de autobuses internacional.

### Lanzamientos

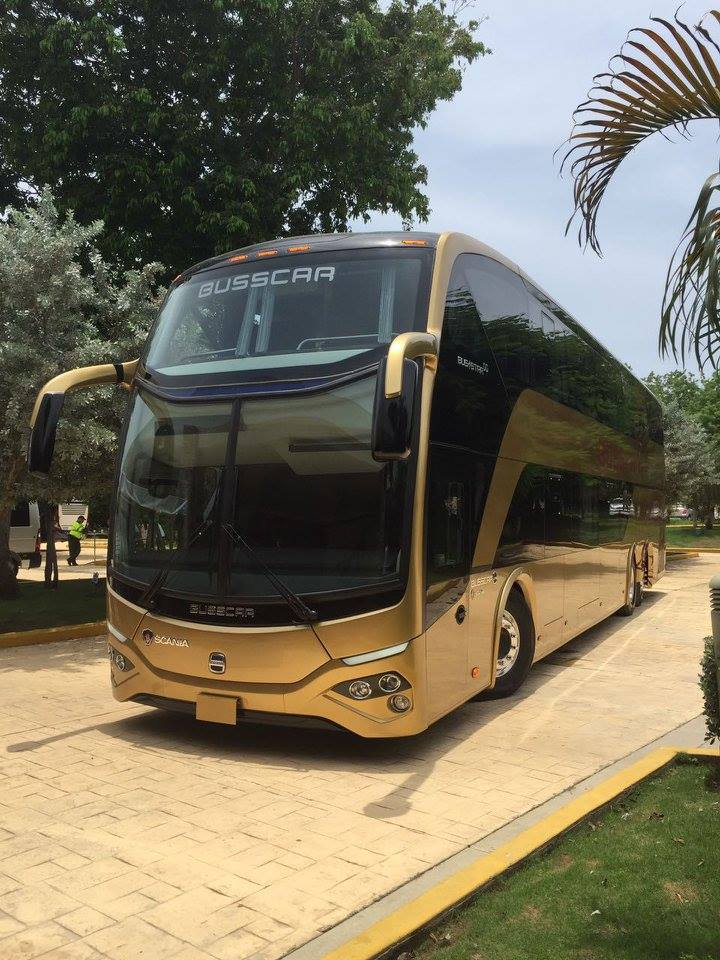
Lanzamiento del nuevo BusStar DD S1.

Lanzamientos de Busscar Colombia en orden cronológico:
- Masster Urbano: Microbús urbano disponible sólo en Colombia. Lanzado en 2006.

- Masster Interprovincial: Microbús interprovincial disponible sólo en Colombia. Lanzado en 2006.

- Fussion Pluss Urbana: Microbús urbano disponible solo en Colombia. Lanzado en 2011.

- Fussion Pluss Interprovincial: Microbús interprovincial de gama media disponible solo en Colombia. Lanzado en 2011.

- Mini Masster Urbana: Microbús urbano disponible solo en Colombia. Año de lanzamiento desconocido.

- MiniMasster Intermunicipal: Microbús interprovincial de gama media disponible solo en Colombia. Año de lanzamiento desconocido.

- Urbanuss Pluss S3: Autobús urbano basado en el "Urbanuss Pluss 2009" de Busscar Onibus. Lanzado en 2012.

- Elegance: Autobús interprovincial de gama media, basado en el "Vissta Buss Elegance 340" de Busscar Onibus. Lanzado en 2012.

- Presstige: Microbús interprovincial de gama media. Lanzado en 2012.

- BusStar DD: Autobús "Double Decker" interprovincial (doble piso) de gama media alta, basado en el "Panorámico DD S1" de Busscar Onibus. Modelo que hizo que Busscar Colombia se posicionara en el mercado internacional. Lanzado en 2013.

- BusStar 360: Autobús interprovincial de gama media, versión de un piso del BusStar DD, sucesor del "Elegance". Lanzado en 2014.

- BusStar Midi: Microbús interprovincial de gama media, correspondiente a la serie BusStar, sucesor del "Prestige". Lanzado en 2015.

- Urbanuss Pluss S4: Autobús urbano, reemplazante de la S3 (Serie 3). Lanzado en 2016.

- Urbanuss Pluss S5 BRT: Autobús urbano, versión BRT de la S4 (Serie 4). Disponible en 4 versiones (Buseton, Padron, Articulado y Bi-Articulado). Posicionñi a Busscar dentro del mercado de los BRT. Lanzado en 2016.
- Urbanuss Pluss S5: Autobús urbano, versión tradicional de la S5 (Serie 5). Lanzado en 2016.

- Urbanuss Pluss S5 Tour: Autobús de Turismo/Urbano "Doble Decker" de la S5 (Serie 5). Fue presentado en ExpoForo, México. Lanzado en 2016.

- Optimuss: Microbús urbano lanzado en BusWorld Latin America, disponible en 2 versiones (Urbano tradicional y "Dual", esta última con puertas a los dos lados). Lanzado en 2017.
- Optimuss Interprovincial: Microbús interprovincial de gama media, más robusto y diferente exteriormente que el "Optimuss". Se diferencia de este último por su frontal, trasera y la barra cromada del lateral, además de su interior. Lanzado en 2017.
- BusStar DD S1: Autobús Double Decker" interprovincial (doble piso) de gama media alta, sucesor del "BusStar DD", se diferencia de este último por su nuevo diseño "Futurista". Lanzado en 2017.
- BusStar 380: Autobús interprovincial de gama media, sucesor del "Busstar 360", Lanzado en 2018.

## Productos de Busscar Colombia
Urbanos
- Minimasster Urbana (disponible solamente en Colombia).
- Fussion Pluss Urbana (disponible solamente en Colombia).
- Urbanuss Pluss S4
- Urbanuss Pluss S5
- Urbanuss Pluss S5 BRT
- Urbanuss Pluss S5 T0ur
- Optimuss Urbano
- Optimuss Dual

Intermunicipales
- Busstar 380 (Sucesor del Busstar 360)
- Fussion Intermunicipal (disponible solamente en Colombia).
- Mini Masster Intermunicipal (disponible solamente en Colombia).
- Busstar DD S1 (Sucesor del Busstar DD)
- Optimuss Intermunicipal

## Modelos antiguos de Busscar Colombia (Descontinuados)
- Presstige
- Elegance
- Urbanuss Pluss S3
- Busstar 360
- BusStar DD

## Modelos antiguos de Busscar Onibus (Brasil) (Descontinuados)
Corresponden a modelos de Busscar Onibus (extinta).
Urbanos
- Nielson Urbanus
- Busscar Urbanus I
- Busscar Urbanus II
- Busscar Urbanus II SS
- Busscar Micruss I
- Busscar Micruss II
- Busscar Urbanuss
- Busscar Urbanuss Ecoss IIBusstar Midi, Modelo de 2015.
- Busscar Urbanuss Pluss S3
- Pluss Híbrido
- Pluss Low Floor
- Pluss Troley
- Pluss Tour

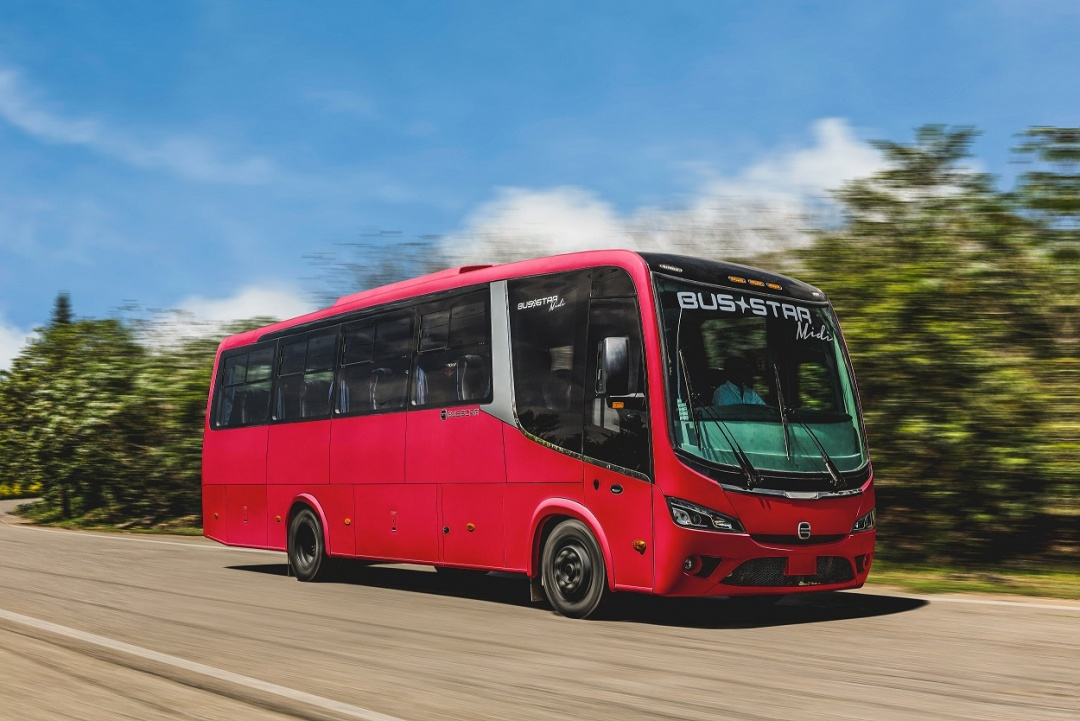
Busstar Midi, Modelo de 2015.

- Busscar Urbanuss Articulado Low Floor
- Busscar Urbanuss Pluss Articulado Low Floor

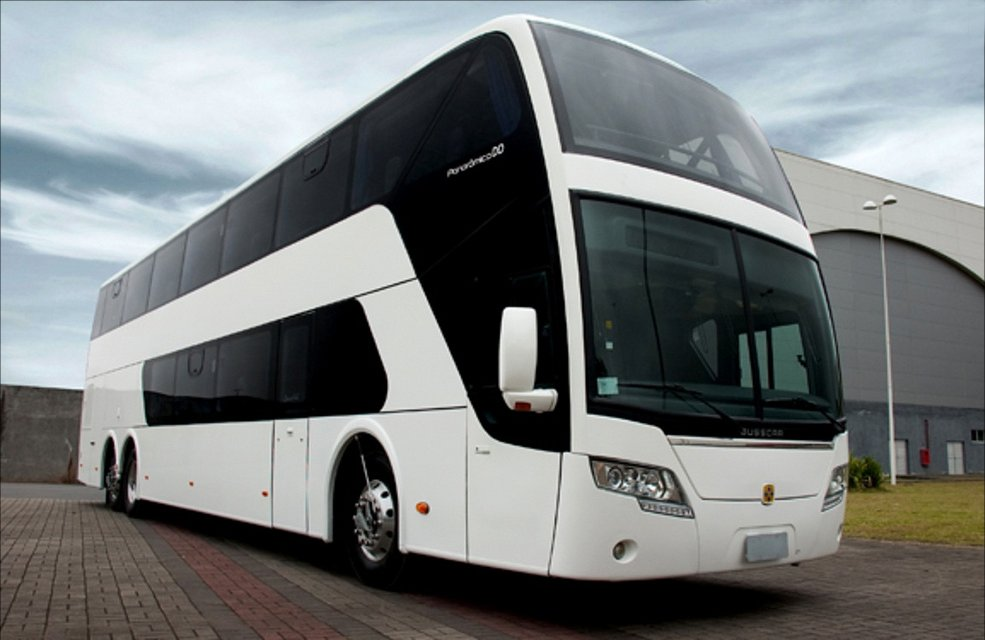
Panorámico DD S1, de Busscar Onibus.

Interurbanos
- Nielson Diplomata 2.40
- Nielson Diplomata 2.50
- Nielson Diplomata 2.60
- Nielson Diplomata 310
- Nielson Diplomata 330
- Nielson Diplomata 350
- Nielson Diplomata 380
- El Buss 320 I
- El Buss 340 I
- El Buss 360 I
- Jum Buss 340 I
- Jum Buss 360 I
- Jum Buss 380 I
- Jum Buss 340T I
- Jum Buss 360T I
- Jum Buss 380T I
- El Buss 320 II
- El Buss 340 II
- Jum Buss 360 II
- Jum Buss 380 II
- Jum Buss 400 Panorâmico
- Panorâmico DD
- Interbuss
- Vissta Buss
- Vissta Buss HI
- Vissta Buss LO
- Miduss
- Panorâmico DD S1
- Vissta Buss Elegance 340
- Vissta Buss Elegance 360
- Vissta Buss Elegance 380
- Vissta Buss Elegance 400P

## Modelos antiguos de Carrocerías de Occidente (Colombia) (Descontinuados)
- Occidente Fénix (últimos modelos fabricados por Busscar De Colombia).
- Occidente Aero (conocida en Colombia más como Occidente Bala).
- Occidente Lancer (versión anterior de la Occidente Fénix).
- Occidente Mini-Aero (versión pequeña de la Occidente Bala).